# Angel Sanctuary
Angel Sanctuary (天使禁猟区?, Tenshi kinryōku) è un manga scritto e disegnato da Kaori Yuki dal 1994 al 2000, da cui nel 2000 è stato tratto anche un OAV di tre episodi diretto da Kiyoko Sayama.

## Trama
Tokyo, luglio 1999. Setsuna Mudo è un adolescente dotato di strani poteri. Il ragazzo è anche segretamente innamorato della sorella minore, Sara, che vede solo ogni tanto a causa della separazione dei genitori, ma tiene nascosti i propri sentimenti, non volendo far soffrire Sara. Tutto questo è comunque causa di grande sofferenza per Setsuna, che è molto solitario e sembra avere soltanto un amico, il suo senpai Sakuya Kira, un ragazzo estremamente ambiguo.
Un giorno, Setsuna viene avvicinato da due bizzarri personaggi, Cry e Arakune, rispettivamente un'impulsiva ragazzina maschiaccio e un transessuale travestito. I due sostengono di essere demoni venuti dall'Inferno e che Setsuna sia in realtà la reincarnazione di un angelo donna di nome Alexiel. Quest'ultima, ribellatasi a Dio senza alcun apparente motivo millenni prima, è stata condannata ad un ciclo di reincarnazioni sulla Terra. Ogni incarnazione di Alexiel segue la linea di un tragico destino: un amore impossibile e una tragica e prematura morte. Setsuna, ovviamente, non crede ad una sola parola, ma una serie di strani eventi gli farà ben presto cambiare idea.
Nel frattempo, un cherubino di nome Catan si aggira a Tokyo distribuendo ad alcune persone con poteri di sensitivi un misterioso dischetto, Angel Sanctuary. Tra queste c'è anche Ruri Saiki, un'amica di Sara. Angel Sanctuary serve in realtà a raccogliere l'energia di queste persone; l'energia così accumulata viene usata da Catan per liberare l'angelo Rosiel, gemello di Alexiel, imprigionato da quest'ultima. Rosiel, prima della sua caduta, era l'angelo più potente del Paradiso e comandava le schiere celesti per mandato divino; con la sua scomparsa, tuttavia, i cieli sono caduti nel caos e nell'anarchia e Catan ha liberato Rosiel perché ristabilisca l'ordine.
Rosiel, che ha incontrato per caso Setsuna, riconosce nel ragazzo la gemella Alexiel, da cui pare ossessionato, e ordina a Catan di risvegliarne la coscienza. Catan obbedisce, ma i suoi tentativi hanno come unico risultato quello di provocare morte e distruzione. Rosiel, che si rivela folle e pericoloso, non esita ad uccidere molte persone pur di ottenere quello che vuole: tra le sue vittime, Ruri, l'amica di Sara, e Yue Kato, compagno di scuola tossicodipendente di Setsuna.
Setsuna, nel frattempo, trova il coraggio di dichiararsi a Sara e si scopre ricambiato; Sara, tuttavia, viene ben presto uccisa da un angelo al servizio di Rosiel. Setsuna, furioso, risveglia i poteri di Alexiel e rade al suolo buona parte di Tokyo; viene però fermato da Adam Kadamon, un misterioso angelo con sei ali che gli propone un patto: lui aiuterà Setsuna a recuperare l'anima di Sara e Setsuna, in cambio, andrà in Paradiso per salvare Adam Kadamon, misteriosamente imprigionato da una forza superiore. L'angelo svela anche a Setsuna che il senpai Kira è in realtà uno spirito maligno che prima risiedeva nella spada di Alexiel, Nanatsusaya; questa spada è racchiusa in un pendente donato a Setsuna dallo stesso Kira. Adam Kadamon avvisa Setsuna di eliminare Kira, ma il ragazzo rifiuta; accetta però la proposta di Adam Kadamon e parte per l'aldilà alla ricerca di Sara.
Il viaggio di Setsuna porterà il ragazzo dapprima nell'Hades, una sorta di limbo dove incontra anche l'angelo Uriel (autore della condanna di Alexiel) e l'anima di Yue Kato, con cui stringerà una bizzarra amicizia. Qui scopre che l'anima di Sara è stata portata in Paradiso da Zafkiel, il capo degli angeli della schiera dei Troni, già incontrato da Setsuna sulla Terra sotto mentite spoglie. Setsuna, poi, visita l'Inferno, dove vivono Cry e Arakune; il ragazzo, nel frattempo, ha perduto il proprio vero corpo, ucciso per sbaglio da un demone, e ora si trova in quello di Alexiel. Cry, che nel frattempo si è resa conto di amare Setsuna, fa un pericolosissimo patto con un potente demone di nome Belial (detto Cappellaio Matto) per riavere il corpo del ragazzo; Setsuna, con l'aiuto di Arakune e di altri demoni, riesce a fermarla appena in tempo.
Sara, nel frattempo, si risveglia in Paradiso nei panni di un angelo di nome Djibril (ossia l'arcangelo Gabriele), angelo elementale dell'Acqua e capo dei Cherubini. La ragazza fa anche la conoscenza degli angeli Raphael e Michael, rispettivamente gli angeli dell'Aria e del Fuoco. Grazie a loro e dopo molte peripezie, Sara recupera la propria vera identità: lei è davvero Djibril, ma era stata costretta in forma umana dal perfido Sevoftarta, un misterioso e subdolo angelo che ha approfittato del clima di anarchia in Paradiso per prendere il potere. Nella sua esistenza da angelo, infatti, Djibril aveva sempre osteggiato Sevoftarta ed era anche la principale consigliera del vero re degli angeli, Metatron, in verità un innocuo bambino che ora è manipolato da Sevoftarta. Rosiel, ad ogni modo, ritorna in Paradiso e scalza sia Sevoftarta che Metatron.
Setsuna, riottenuto il proprio corpo, prende contatto con Zafkiel e si reca in Paradiso, dove assume il comando della resistenza che Zafkiel ha creato per contrastare la tirannia di Sevoftarta. Ma Setsuna, che pensa soltanto a Sara, si comporta da irresponsabile e provoca involontariamente la cattura e l'uccisione di Zafkiel; proprio questo, tuttavia, servirà a farlo maturare (lo stesso Zafkiel, in punto di morte, gli svelerà che era proprio così che dovevano andare le cose). Il ragazzo, finalmente conscio dell'importanza che ha in quanto “Salvatore” (come lo chiamano gli angeli), inizia così una feroce guerra prima contro Sevoftarta, che ha scoperto essere il responsabile della prigionia di Sara, e poi contro Rosiel; nel corso della sua lotta troverà numerosi alleati, fra cui Rasiel (un giovane angelo molto legato a Zafkiel), il demone Belial, Uriel, Raphael e Michael. Per bocca di quest'ultimo Setsuna scoprirà che lo spirito maligno che abita il corpo di Kira è in verità l'anima di Lucifero; Kira sarà poi catturato da Rosiel e cadrà apparentemente sotto il suo controllo, recuperando tutto il proprio potere e diventando il più pericoloso nemico di Setsuna.
Il protagonista dovrà anche vedersela con Sandalphon, potentissimo e malvagio gemello incorporeo di Metatron. Sandalphon era stato creato molti anni addietro da Sevoftarta, all'epoca un angelo donna di nome Laila. Quest'ultima, profondamente segnata da una violenza, aveva deciso di servirsi del potere di Sandalphon per purificare e cambiare il mondo e aveva assunto così l'identità di Sevoftarta; Sandalphon, nel corpo di Metatron, tenta di ingravidarla per potersi incarnare nel bambino che ne nascerà, ma Sevoftarta, resa folle, preferisce togliersi la vita. Sandalphon tenta allora di usare Sara, ma fallisce a causa dell'interferenza di Metatron, il cui vero ruolo è proprio di porre freno alla follia del crudele gemello; la mente di Sandalphon, comunque, riesce lo stesso a possedere Sara, ma alla fine la ragazza riuscirà a liberarsene grazie alla propria forza di volontà.
Rosiel, nel frattempo, sta subendo una misteriosa regressione sia mentale che fisica e progetta di porvi rimedio impossessandosi del potere di Dio. Setsuna lo insegue fino al piano più elevato del Paradiso, arrivando al cospetto di Dio e qui scopre un'agghiacciante verità: Dio è in verità un essere malvagio e senz'anima con le sembianze di un gigantesco computer. Egli, giudicata fallita la Creazione, aveva deciso di distruggerla per mezzo di Rosiel (spiegando la sua progressiva follia). Adam Kadamon e Alexiel avevano entrambi cercato di impedirlo ed erano stati tutti e due puniti per questo; anche Lucifero, che in verità aveva solo finto di essere controllato da Rosiel per arrivare a Dio, è vittima consapevole del piano del Creatore e trama da sempre per eliminarlo. Rosiel impazzisce definitivamente dopo aver ucciso, su istigazione di Dio, il povero Catan; Setsuna riesce a farlo rinsavire, per poi ucciderlo per liberarlo dal controllo del Creatore. Prima di spirare, Rosiel dona il suo potere a Setsuna e grazie al sacrificio dell'odiato nemico, di Lucifero e di Adam Kadamon, Setsuna riesce a sconfiggere Dio e a sigillarne la coscienza (permettendo così il perdurare del Creato, che avrebbe cessato di esistere in caso di morte definitiva del Creatore).
Setsuna e Sara, entrambi rimasti senza poteri e quindi umani a tutti gli effetti, ritornano sulla Terra, ripristinata dal potere di Adam Kadamon, dove finalmente potranno vivere liberi e felici.

## Media

### Manga
Il manga, scritto e disegnato da Kaori Yuki, è stato serializzato dal 5 luglio 1994 al 20 ottobre 2000 sulla rivista Hana to yume edita Hakusensha. I vari capitoli sono stati poi raccolti in venti volumi tankōbon pubblicati dal 25 febbraio 1995 al febbraio 2001.
L'edizione italiana è stata pubblicata da Panini Comics sotto l'etichetta Planet Manga sulla testata Planet Top da febbraio 2001 a marzo 2003. La versione italiana presenta ventisei volumi, divenuti venti nella ristampa Gold.
In altre nazioni è stato pubblicato da: Carlsen Comics in Germania; Viz Communications in Nord America; Editions Tonkam in Francia; e Panini Comics in Brasile.

#### Volumi
| Nº | Data di prima pubblicazione | Data di prima pubblicazione | Data di prima pubblicazione |
| Nº | Giapponese                  | Giapponese                  |                             |
| -- | --------------------------- | --------------------------- | --------------------------- |
| 1  | 25 febbraio 1995            | ISBN 4-592-12441-3          |                             |
| 2  | 25 maggio 1995              | ISBN 4-592-12442-1          |                             |
| 3  | 25 agosto 1995              | ISBN 4-592-12443-X          |                             |
| 4  | dicembre 1995               | ISBN 4-592-12840-0          |                             |
| 5  | aprile 1996                 | ISBN 4-592-12841-9          |                             |
| 6  | agosto 1996                 | ISBN 4-592-12842-7          |                             |
| 7  | gennaio 1997                | ISBN 4-592-12843-5          |                             |
| 8  | aprile 1997                 | ISBN 4-592-12844-3          |                             |
| 9  | settembre 1997              | ISBN 4-592-12845-1          |                             |
| 10 | gennaio 1998                | ISBN 4-592-88500-7          |                             |
| 11 | maggio 1998                 | ISBN 4-592-12847-8          |                             |
| 12 | settembre 1998              | ISBN 4-592-12848-6          |                             |
| 13 | dicembre 1998               | ISBN 4-592-12849-4          |                             |
| 14 | aprile 1999                 | ISBN 4-592-12850-8          |                             |
| 15 | agosto 1999                 | ISBN 4-592-12851-6          |                             |
| 16 | gennaio 2000                | ISBN 4-592-17666-9          |                             |
| 17 | aprile 2000                 | ISBN 4-592-17667-7          |                             |
| 18 | giugno 2000                 | ISBN 4-592-17668-5          |                             |
| 19 | ottobre 2000                | ISBN 4-592-17669-3          |                             |
| 20 | febbraio 2001               | ISBN 4-592-17670-7          |                             |

| Nº | Data di prima pubblicazione | Data di prima pubblicazione |
| Nº | Italiano                    |                             |
| -- | --------------------------- | --------------------------- |
| 1  | 28 febbraio 2001            |                             |
| 2  | 31 marzo 2001               |                             |
| 3  | 30 aprile 2001              |                             |
| 4  | 31 maggio 2001              |                             |
| 5  | 30 giugno 2001              |                             |
| 6  | 31 luglio 2001              |                             |
| 7  | 31 agosto 2001              |                             |
| 8  | 30 settembre 2001           |                             |
| 9  | 31 ottobre 2001             |                             |
| 10 | 30 novembre 2001            |                             |
| 11 | 31 dicembre 2001            |                             |
| 12 | 31 gennaio 2002             |                             |
| 13 | 28 febbraio 2002            |                             |
| 14 | 31 marzo 2002               |                             |
| 15 | 30 aprile 2002              |                             |
| 16 | 31 maggio 2002              |                             |
| 17 | 30 giugno 2002              |                             |
| 18 | 31 luglio 2002              |                             |
| 19 | 31 agosto 2002              |                             |
| 20 | 30 settembre 2002           |                             |
| 21 | 31 ottobre 2002             |                             |
| 22 | 30 novembre 2002            |                             |
| 23 | 31 dicembre 2002            |                             |
| 24 | 31 gennaio 2003             |                             |
| 25 | 28 febbraio 2003            |                             |
| 26 | 31 marzo 2003               |                             |

### Drama CD
Dalla serie sono stati pubblicati un totale di quindici drama CD, divisi in sei archi narrativi. Il primo, Assiah, è stato pubblicato da Bandai Music Entertainment in quattro parti tra il 21 dicembre 1998 e il 21 marzo 1999. Presentavano la musica composta da Kuroyurishimai mentre una colonna sonora dedicata è stata distribuita il 20 aprile 1999. Prhythm ha successivamente ripubblicato l'arco di Assiah dal 17 marzo al 21 aprile 2004, con la colonna sonora pubblicata nello stesso giorno all'interno dell'ultimo CD.
I restanti drama CD sono stati distribuiti da Lantis. L'arco di Hades, composto da tre parti, è stato messo in vendita dal 3 agosto al 25 ottobre 2000, mentre i restanti quattro archi sono usciti in due parti: Geenna è uscito il 21 dicembre 2000 e il 24 gennaio 2001, seguito da Yetzirah il 21 marzo e il 25 aprile 2001 e Beri'ah il 27 giugno e il 25 luglio 2001. L'arco finale, Atziluth, è stato reso disponibile il 29 agosto e il 29 settembre 2001.

### OAV

Copertina dell'edizione italiana, raffigurante Setsuna

Nel 2000 è stata prodotta da Bandai Visual una serie OAV composta da 3 episodi della durata di 25 minuti l'uno diretti da Kiyoko Sayama. I produttori della serie sono: Satoshi Kubo, Yoshiyuki Itoh e Katsunori Haruta mentre il direttore artistico è Junichiro Nishikawa. Shuichi Shimamura ha lavorato come supervisore e character designer. La colonna sonora è stata composta da Hikaru Nanase mentre la direzione musicale è stata affidata a Hideyuki Tanaka. La sigla iniziale è MESSIAH, mentre quella di chiusura è Knife of Dreams, entrambi i brani sono interpretati da Phi. Bandai ha pubblicato i tre episodi singolarmente tra il 25 maggio e il 25 agosto 2000.
In Italia è stata pubblicata in DVD da Dynamic Italia il 20 giugno 2003 con il titolo Angel Sanctuary - Riserva di caccia agli angeli. In seguito è stata trasmessa anche in televisione su La 7 Cartapiù nell'ottobre 2008.

#### Episodi
| Nº | Titolo italiano Giapponese 「Kanji」 - Rōmaji - Traduzione letterale | Prima edizione | Prima edizione |
| Nº | Titolo italiano Giapponese 「Kanji」 - Rōmaji - Traduzione letterale | Giapponese     | Italiano       |
| 1  | Encounter 「邂逅」 - Kaikō – "Incontro"                              | 25 maggio 2000 | 20 giugno 2003 |
| 2  | Awakening 「覚醒」 - Kakusei – "Risveglio"                           | 25 luglio 2000 | 20 giugno 2003 |
| 3  | Regeneration 「転生」 - Tensei – "Rigenerazione"                     | 25 agosto 2000 | 20 giugno 2003 |

### Artbook
Hakusensha ha pubblicato due artbook di Angel Sanctuary: il primo, The Art of Angel Sanctuary: Angel Cage (画集 天使禁猟区 ANGEL CAGE?, Gashū tenshi kinryō-ku ANGEL CAGE) è stato pubblicato il 25 luglio 1997, mentre il secondo, The Art of Angel Sanctuary 2: Lost Angel (画集 天使禁猟区II 失墜天使 Lost Angel?, Gashū tenshi kinryō-ku II shittsui tenshi Lost Angel), è uscito il 27 settembre 2000.

## Accoglienza

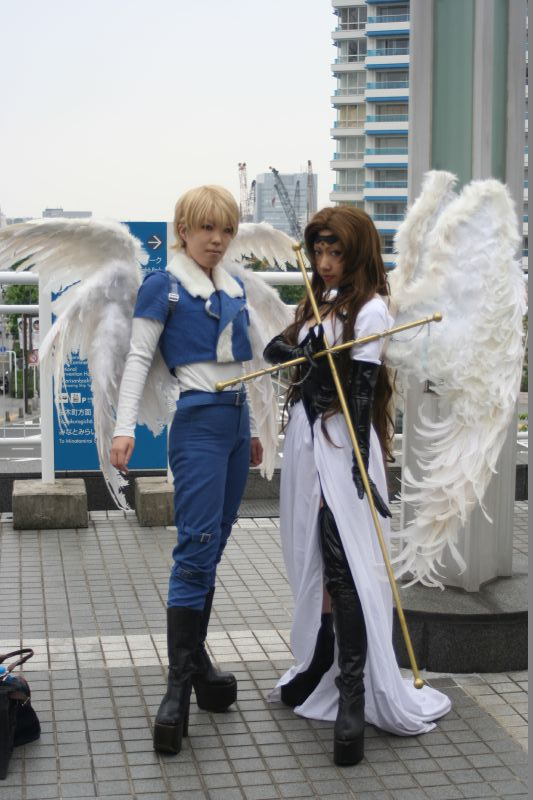
Cosplayer di Setsuna e Alexiel.

La serie manga è stata ben accolta dai lettori di lingua inglese, con quindici volumi che appaiono nelle liste mensili di ICv2 delle 100 graphic novel più vendute. Anche la traduzione francese divenne un best seller.
Angel Sanctuary ha ricevuto recensioni generalmente favorevoli dalla critica. Un recensore di Manga News lo ha lodato come uno dei classici del manga shōjo e il più popolare dei lavori di Yuki. Jason Thompson lo ha descritto nell'enciclopedia Manga: The Complete Guide come "L'archetipo del manga gotico degli anni '90". I disegni di Yuki hanno ricevuto elogi per essere molto dettagliati, venendo definiti: "mozzafiato", "coinvolgenti", e "belli", sebbene un recensore li abbia definiti "sovraffollati" e abbia avuto difficoltà a distinguere i personaggi maschili da quelli femminili. Mentre scriveva che le illustrazioni potevano essere migliorate in alcuni casi, in particolare per quanto riguarda alcuni posizionamenti degli occhi dei personaggi, dove avrebbe potuto utilizzare un posizionamento migliore, Rika Takahashi della rivista Ex ha osservato che la qualità complessiva si è classificata tra le migliori del genere horror o occulto. I critici generalmente hanno apprezzato la trama reputandola: "densa", intrigante, con della suspense, complessa e veloce. Liann Cooper di Anime News Network ha commentato che la storia di Angel Sanctuary è stata scritta bene, nonostante l'inclusione di alcune scene scioccanti, con un numero sufficiente di colpi di scena per attirare l'attenzione del lettore rimanendo concentrato sulla narrazione principale. Thompson ha scritto che la trama era difficile da seguire a causa dell'impaginazione delle pagine, dell'ampio cast di personaggi androgini e della densa costruzione del mondo. Un altro recensore ha trovato la trama "confusa" a volte e ha pensato che la serie presentasse dei temi sulle questioni di genere e l'incesto che potevano scoraggiare alcuni lettori ad iniziare l'opera. L'artbook tie-in ha ricevuto recensioni altrettanto positive per i disegni di Yuki.
L'OAV, al contrario, ha generalmente ricevuto recensioni più contrastanti. Ad alcuni è piaciuto come prologo o introduzione agli eventi del manga, mentre altri sono stati scoraggiati dall'incesto del fratello. I critici hanno generalmente apprezzato le animazioni, sebbene un recensore non fosse d'accordo, scrivendo che l'anime ignorava i disegni dei personaggi "delicati" del manga a favore di opere d'arte che non erano "niente di speciale". Il doppiaggio inglese, invece ha avuto delle recensioni negative, tanto che un recensore ha notato alcuni problemi tecnici con la sincronizzazione dell'audio.